# Chilly (Haute-Savoie)
Chilly település Franciaországban, Haute-Savoie megyében. Lakosainak száma 1646 fő (2022. január 1.). Chilly Clermont, Contamine-Sarzin, Desingy, Frangy, Menthonnex-sous-Clermont, Mésigny, Musièges, Sallenôves, Sillingy és Thusy községekkel határos.

## Népesség
A település népességének változása:
| Lakosok száma | 1130 | 1281 | 1378 | 1382 | 1414 | 1441 | 1507 | 1577 | 1646 |
|               | 2013 | 2015 | 2016 | 2017 | 2018 | 2019 | 2020 | 2021 | 2022 |